# Liste der Monuments historiques in Baulne
Die Liste der Monuments historiques in Baulne führt die Monuments historiques in der französischen Gemeinde Baulne auf.

## Liste der Bauwerke
| Bezeichnung        | Beschreibung | Standort                | Kennzeichnung | Schutzstatus | Datum | Bild |
| ------------------ | ------------ | ----------------------- | ------------- | ------------ | ----- | ---- |
| Abri und Polissoir |              | Le Puits Sauvage (Lage) | PA00087812    | Inscrit      | 1984  |      |

## Liste der Objekte
- Monuments historiques (Objekte) in Baulne in der Base Palissy des französischen Kultusministeriums